# Kwamalasamutu
Kwamalasamutu, aussi appelé Kwamalasamoetoe est une ville du Suriname se trouvant au sud du pays, dans le district de Sipaliwini. La population est principalement composée des Indiens Tiriyó.

## Histoire
La ville a été construite en 1971, car Alalapadu devenait trop petit. La population est estimée à environ 1 100 habitants en 2020[réf. nécessaire]. Kwamalasamutu possède une école, une clinique et une église baptiste, et depuis 2010, il a accès au réseau téléphonique. L'économie est basée sur l'agriculture à petite échelle. La ville abrite également de petits groupes de la tribu Wai-Wai. Les deux derniers locuteurs de la langue Mawayana sont au Kwamalasamutu depuis 2015,.

## Tourisme
Le Werehpai site archéologique, composé de grottes contenant des pétroglyphes d'origine précolombienne, est situé à environ 10 kilomètres de Kwamalasamutu.

## Santé
Kwamalasamutu abrite un centre de santé Medische Zending.

## Énergie
Comme la plupart des villes de l'intérieur du Suriname, Kwamalasamutu s'appuie sur des générateurs diesel pour l'électricité. Le gouvernement fournit gratuitement du gasoil pour produire de l'électricité pendant environ 5 à 6 heures par jour. Des panneaux solaires ont été installés en 1994 avec l'intention de fournir de l'électricité 24 heures sur 24, mais une étude d'évaluation réalisée en 2013 a montré qu'un manque d'entretien signifiait qu'aucun des systèmes installés en 1994 ne fonctionnait encore en 2013. Au lieu de cela, les gens ont utilisé les panneaux. depuis 1994, il travaillait toujours pour ses propres systèmes, et certains avaient investi dans des panneaux supplémentaires. De nouveaux projets sont en cours pour fournir de l'électricité à l'intérieur des terres de manière hybride, les générateurs diesel prenant le relais de la production la nuit.

## Transport
Kwamalasamutu est accessible en bateau sur la rivière Sipaliwini ou en avion en utilisant la Kwamelasemoetoe Airstrip  qui offre des services réguliers vers et depuis Paramaribo.